# Borawskie (gmina)
Borawskie – dawna gmina wiejska istniejąca w latach 1945–1954 w woj. białostockim (dzisiejsze woj. warmińsko-mazurskie). Siedzibą władz gminy była wieś Borawskie.
Gmina Borawskie powstała po II wojnie światowej na terenie tzw. Ziem Odzyskanych (tzw. IV okręg administracyjny – Mazurski). 25 września 1945 roku gmina jako jednostka administracyjna powiatu oleckiego – została powierzona administracji wojewody białostockiego, po czym z dniem 28 czerwca 1946 roku weszła w skład woj. białostockiego. Według stanu z 1 lipca 1952 roku gmina była podzielona na 16 gromad: Babki Oleckie, Borawskie, Borawskie Małe, Dąbrowskie, Golubki, Judziki, Krupin, Krzyżewko, Możne, Plewki, Przytuły, Raczki Wielkie, Rynie, Sedranki, Szczecinki i Urbanki.
Gmina została zniesiona 29 września 1954 roku wraz z reformą wprowadzającą gromady w miejsce gmin. Jednostki nie przywrócono 1 stycznia 1973 roku po reaktywowaniu gmin.